# Ерыкла (Алексеевский район)
Ерыкла — село в Алексеевском районе Татарстана. Административный центр Ерыклинского сельского поселения.

## География
Находится в западной части Татарстана на расстоянии приблизительно 38 км по прямой на юг от районного центра Алексеевское.

## История
Основано во второй половине XVII века.

## Население
Постоянных жителей было: в 1782 — 76 душ мужского пола, в 1859 — 540, в 1897 — 762, в 1908 — 901, в 1920 — 928, в 1926 — 926, в 1938 — 929, в 1949 — 694, в 1958 — 620, в 1970 — 429, в 1979 — 348, в 1989 — 244, в 2002 — 243 (русские 87 %), 232 — в 2010.